# Frédéric Manns
Frédéric Manns OFM (Windthorst, 3 ottobre 1942 – Gerusalemme, 22 dicembre 2021) è stato un francescano, presbitero e biblista francese.

## Biografia
Padre Manns è stato professore di ermeneutica biblica ed esegesi del Nuovo Testamento presso la Facoltà di Scienze Bibliche e Archeologia di Gerusalemme (Studium Biblicum Franciscanum), di cui è anche stato direttore dal 1996 al 2001. In modo particolare è stato uno dei massimi specialisti del rapporto tra giudaismo e cristianesimo nei primi secoli.

## Opere

### Studi esegetici
- Essais sur le judéo-christianisme, FPP, 1977.
- Bibliographie du judéo-christianisme, FPP, 1979.
- Le symbole eau-esprit dans le judaïsme ancien, FPP, 1983.
- Pour lire la Mishna, FPP, 1984.
- La prière d'Israël à l'heure de Jésus, FPP, 1986.
- Le récit de la dormition de la Vierge. Contribution à l'étude des origines de l'exégèse chrétienne, FPP, 1989.
- L'Évangile de Jean à la lumière du judaïsme, FPP, 1991.
- Le judaïsme, milieu et mémoire du Nouveau Testament, FPP, 1992.
- Jésus, fils de David, Mediapaul, 1994.
- Lire la Bible en Église, Mediapaul, 1996.
- L'Israël de Dieu, essai sur le christianisme primitif, FPP, 1996.
- « Là où est l'esprit, là est la liberté », Mediapaul, 1998.
- Une approche juive du Nouveau Testament, Le Cerf, 1999.
- Abba, au risque de la paternité de Dieu, Mediapaul, 1999.
- Le judéo-christianisme, mémoire ou prophétie, Beauchesne, 2000.
- Le midrash, approche et commentaire de l'Écriture, FPP, 2001.
- Les enfants de Rébecca, judaïsme et christianisme aux premiers siècles de notre ère, Mediapaul, 2001.
- L'Évangile de Jean et la sagesse, FPP, 2003.
- Il avait deux fils, judaïsme et christianisme en dialogue, Mediapaul, 2004.
- Heureuse es-tu toi qui as cru. Marie, une femme juive, Presses de la Renaissance, 2005.
- Les racines juives du christianisme, Presses de la Renaissance, 2006.
- Que sait-on de Marie et de la Nativité ?, Bayard, 2006.
- Shaoul de Tarsos, l'appel du large, Éditions du Paraclet, 2008.
- Voici l'homme. une lecture juive des Evangiles, Editions du Paraclet 2008
- Sinfonia della parola, Edizioni Terra Santa, 2009.
- François, va répare mon Eglise" Editions du Paraclet, 2009
- Ecce homo. Una lettura ebraica dei Vangeli", Lindau 2011
- Qu'est-ce que la nouvelle évangélisation?", Bayard Paris 2012
- Simboli biblici", Chirico, 2013
- Più forte della morte il Targum del Cantico dei Cantici il Targum di Rut", Chirico, 2014
- Salve regina il Targum di Ester", Chirico, 2014
- Terra Santa sacramento della fede. Pellegrinaggio cristiano e cammino della vita", Terra Santa, 2015
- Stefano Cavalli, Frédéric Manns, Massimo Pazzini, Tutto è vanità. Il libro di Qoèlet nelle versioni della LXX, della Pešiṭtā e del Targum, Chirico, Napoli 2015
- L'altra metà del cielo la «questione femminile» nelle tradizioni giudaica e cristiana, Chirico, 2015